# Schmalnau (Ebersburg)
Schmalnau ist ein Dorf im Landkreis Fulda und zugleich Verwaltungssitz der osthessischen Gemeinde Ebersburg.

## Geographie
Schmalnau liegt in der Rhön am Südwestrand des Naturparks Hessische Rhön und am Westrand des Biosphärenreservats Rhön an der Einmündung der durch das Dorf fließenden Schmalnau (im Ober- und Mittellauf auch Rommerser Wasser genannt) in die dort von Osten kommende Fulda. Auf etwa 345 bis 420 m ü. NN gelegen befindet es sich zwischen den Ebersburger Gemeindeteilen Ebersberg und Weyhers im Norden, Thalau mit der Ortslage Stellberg im Südsüdwesten und Ried im Westnordwesten sowie den Gersfelder Stadtteilen Hettenhausen im Osten, Gichenbach im Ostsüdosten.

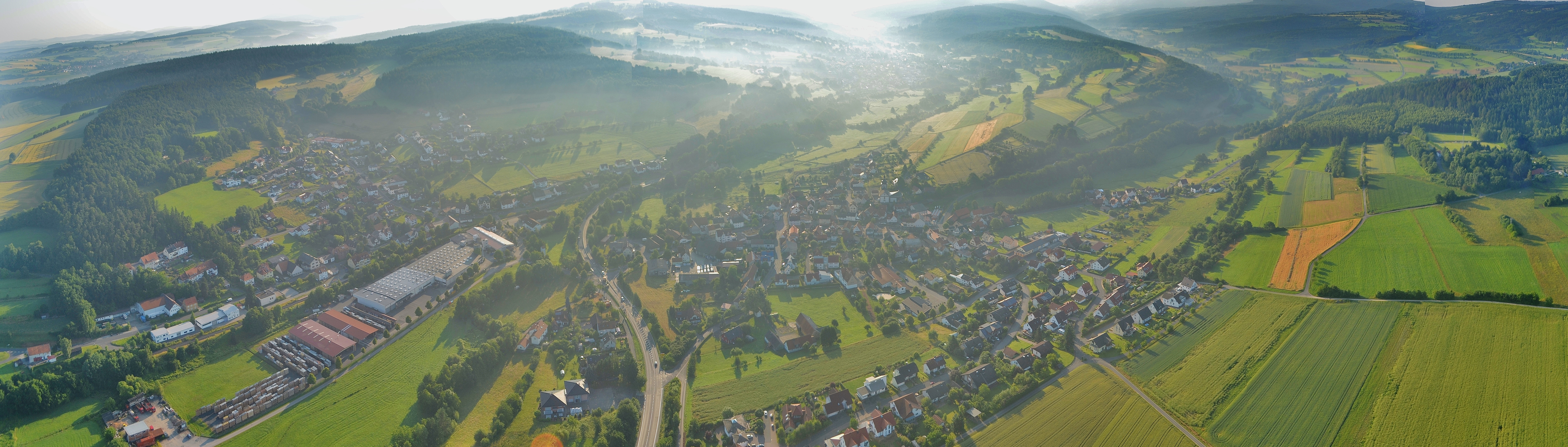
Panorama Schmalnau

Siedlungsplätze innerhalb der Gemarkung:
- Franzosenhaus (Hof)[3]
- Götzenloch (Gehöftgruppe)[4]
- Langenroth (Gehöftgruppe)[5]
- Mittbach (Hof)[6]
- Rainmühle (Mühle)[7]
- Romröder (Hof)[8]
- Schützenhof (Hof)[9]
- Steinküppel (Hof)[10]
- Untergichenbach (Gehöftgruppe)[11]

## Geschichte

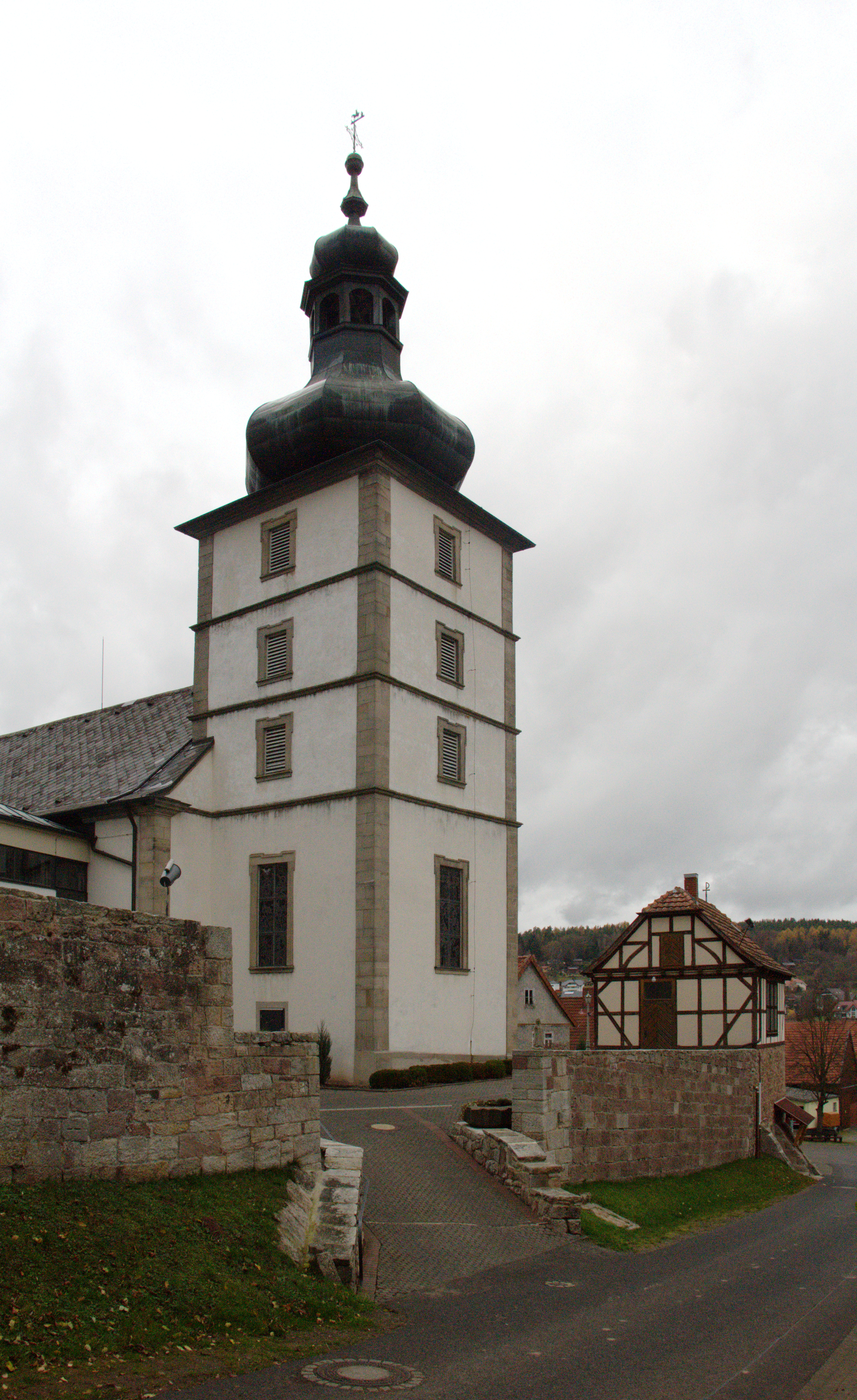
Katholische Kirche St. Martin

### Ortsgeschichte
Die Ersterwähnung des Dorfes erfolgte um 900 bei einem Tauschgeschäft des Besitzes von Graf Konrad dem Älteren an das Kloster Fulda.
Um 1383 und war Filiale von Dietershausen und gehörte zum Bistum Würzburg. Um 1500 wird eine Kapelle erneut erwähnt.
1812 wird sie Pfarrkirche im Bistum Fulda und ist St. Martin geweiht. Für den Turm der Martinskirche hat die Glockengießerei Otto aus Hemelingen/Bremen drei Generation von Otto-Glocken gegossen. Im Jahr 1908 erhielt die Kirche vier Bronzeglocken mit den Tönen es – ges – as – b. Im Ersten Weltkrieg wurden sie bis auf die ges-Glocke eingeschmolzen. 1926 wurde das Geläut durch drei neue Glocken wieder ergänzt. Auch diese Glocken fielen der kriegsbedingten Glockenvernichtung zum Opfer. In Jahren 1951 und 1953 lieferten die Ottos drei neuen Bronzeglocken mit den Schlagtöne es, gis und ais.
Hessische Gebietsreform (1970–1977)
Zum 31. Dezember 1971 wurde die bis dahin selbstständige Gemeinde Schmalnau im Zuge der Gebietsreform auf freiwilliger Basis in die neue Gemeinde Ebersburg eingegliedert. Für Schmalnau wurde wie für die übrigen eingegliederten Gemeinden ein Ortsbezirk gebildet.

### Verwaltungsgeschichte im Überblick
Die folgende Liste zeigt die Staaten und Verwaltungseinheiten, denen Schmalnau angehört(e):
- vor 1803: Heiliges Römisches Reich, Fürstabtei Fulda, Amt Weyhers
- 1803–1806: Heiliges Römisches Reich, Fürstentum Nassau-Oranien-Fulda, Fürstentum Fulda,[Anm. 2] Amt Weyhers
- 1806–1810: Kaiserreich Frankreich,[Anm. 3] Fürstentum Fulda (Militärverwaltung)
- 1810–1813: Großherzogtum Frankfurt, Departement Fulda, Distrikt Weyhers
- ab 1814: Königreich Bayern, Landgerichtsbezirk Weyhers
- ab 1816: Königreich Bayern,[Anm. 4] Untermainkreis, Landgerichtsbezirk Weyhers
- ab 1838: Königreich Bayern, Kreis Unterfranken und Aschaffenburg, Landgerichtsbezirk Weyhers
- ab 1843: Königreich Bayern, Regierungsbezirk Unterfranken und Aschaffenburg
- ab 1862: Königreich Bayern, Regierungsbezirk Unterfranken, Bezirksamt Gersfeld[Anm. 5]
- ab 1866: Norddeutscher Bund, Königreich Preußen,[Anm. 6] Provinz Hessen-Nassau, Regierungsbezirk Kassel, Kreis Gersfeld
- ab 1871: Deutsches Reich,  Königreich Preußen, Provinz Hessen-Nassau, Regierungsbezirk Kassel, Kreis Gersfeld
- ab 1918: Deutsches Reich, Freistaat Preußen, Provinz Hessen-Nassau, Regierungsbezirk Kassel, Kreis Gersfeld
- ab 1932: Deutsches Reich, Freistaat Preußen, Provinz Hessen-Nassau, Regierungsbezirk Kassel, Landkreis Fulda
- ab 1944: Deutsches Reich, Freistaat Preußen, Provinz Kurhessen, Landkreis Fulda
- ab 1945: Amerikanische Besatzungszone,[Anm. 7] Groß-Hessen, Regierungsbezirk Kassel, Landkreis Fulda
- ab 1946: Amerikanische Besatzungszone, Hessen, Regierungsbezirk Kassel, Landkreis Fulda
- ab 1949: Bundesrepublik Deutschland, Hessen, Regierungsbezirk Kassel, Landkreis Fulda
- ab 1972: Bundesrepublik Deutschland, Hessen, Regierungsbezirk Kassel, Landkreis Fulda, Stadt Gersfeld

### Jüdische Gemeinde
In Schmalnau gab es eine jüdische Gemeinde. Im Jahre 1832 wurde eine eigene israelitische Schule eingerichtet, die auch die jüdischen Kinder der umliegenden Ortschaften besuchen mussten. 1892 lebten in Schmalnau elf, 1935 noch 15 jüdische Familien. Kurz darauf löste sich die jüdische Gemeinde auf. Im Sommer 1938 erwarb die politische Gemeinde die Synagoge. Der letzte Jude im Ort war Metzgermeister Reinberg, der im Herbst 1938 Schmalnau verließ. Nach 1945 wurde die Synagoge zum Feuerwehrhaus umgebaut.

## Bevölkerung

### Einwohnerentwicklung
- 1812: 79 Feuerstellen, 665 Seelen[1]

| Schmalnau: Einwohnerzahlen von 1812 bis 2019 | Schmalnau: Einwohnerzahlen von 1812 bis 2019 | Schmalnau: Einwohnerzahlen von 1812 bis 2019 | Schmalnau: Einwohnerzahlen von 1812 bis 2019 | Schmalnau: Einwohnerzahlen von 1812 bis 2019 |
| --- | -------------------------------------------- | -------------------------------------------- | -------------------------------------------- | -------------------------------------------- |
| Jahr |                                              |                                              |                                              | Einwohner                                    |
| 1812 | 1812                                         |                                              | 665                                          | 665                                          |
| 1834 | 1834                                         |                                              | 732                                          | 732                                          |
| 1840 | 1840                                         |                                              | 776                                          | 776                                          |
| 1846 | 1846                                         |                                              | 802                                          | 802                                          |
| 1852 | 1852                                         |                                              | 828                                          | 828                                          |
| 1858 | 1858                                         |                                              | 842                                          | 842                                          |
| 1864 | 1864                                         |                                              | 855                                          | 855                                          |
| 1871 | 1871                                         |                                              | 684                                          | 684                                          |
| 1875 | 1875                                         |                                              | 669                                          | 669                                          |
| 1885 | 1885                                         |                                              | 637                                          | 637                                          |
| 1895 | 1895                                         |                                              | 619                                          | 619                                          |
| 1905 | 1905                                         |                                              | 668                                          | 668                                          |
| 1910 | 1910                                         |                                              | 669                                          | 669                                          |
| 1925 | 1925                                         |                                              | 700                                          | 700                                          |
| 1939 | 1939                                         |                                              | 702                                          | 702                                          |
| 1946 | 1946                                         |                                              | 1.068                                        | 1.068                                        |
| 1950 | 1950                                         |                                              | 1.016                                        | 1.016                                        |
| 1956 | 1956                                         |                                              | 978                                          | 978                                          |
| 1961 | 1961                                         |                                              | 958                                          | 958                                          |
| 1967 | 1967                                         |                                              | 929                                          | 929                                          |
| 1970 | 1970                                         |                                              | 972                                          | 972                                          |
| 1980 | 1980                                         |                                              | ?                                            | ?                                            |
| 1990 | 1990                                         |                                              | ?                                            | ?                                            |
| 2002 | 2002                                         |                                              | 1.218                                        | 1.218                                        |
| 2007 | 2007                                         |                                              | 1.188                                        | 1.188                                        |
| 2011 | 2011                                         |                                              | 1.122                                        | 1.122                                        |
| 2013 | 2013                                         |                                              | 1.113                                        | 1.113                                        |
| 2019 | 2019                                         |                                              | 1.125                                        | 1.125                                        |
| Datenquelle: Historisches Gemeindeverzeichnis für Hessen: Die Bevölkerung der Gemeinden 1834 bis 1967. Wiesbaden: Hessisches Statistisches Landesamt, 1968. Weitere Quellen: bis 1970:; Nach 1970 Gemeinde Eberburg:; Zensus 2011 |                                              |                                              |                                              |                                              |

### Einwohnerstruktur 2011
Nach den Erhebungen des Zensus 2011 lebten am Stichtag dem 9. Mai 2011 in Schmalnau 1122 Einwohner. Darunter waren 18 (1,6 %) Ausländer. Nach dem Lebensalter waren 234 Einwohner unter 18 Jahren, 456 zwischen 18 und 49, 237 zwischen 50 und 64 und 198 Einwohner waren älter. Die Einwohner lebten in 444 Haushalten. Davon waren 111 Singlehaushalte, 117 Paare ohne Kinder und 174 Paare mit Kindern, sowie 36 Alleinerziehende und 6 Wohngemeinschaften. In 93 Haushalten lebten ausschließlich Senioren und in 303 Haushaltungen lebten keine Senioren.

### Historische Religionszugehörigkeit
- 1885: 8 evangelische (= 1,26 %), 562 katholische (= 88,62 %), 67 jüdische (= 10,52 %) Einwohner[1]
- 1961: 109 evangelische (= 11,38 %), 849 katholische (= 88,62 %) Einwohner[1]

## Politik
Für Schmalnau besteht ein Ortsbezirk (Gebiete des Ortsteils Schmalnau) mit Ortsbeirat und Ortsvorsteher nach der Hessischen Gemeindeordnung. Der Ortsbeirat besteht aus fünf Mitgliedern. Bei den Kommunalwahlen in Hessen 2021 betrug die Wahlbeteiligung zum Ortsbeirat 64,57 %. Dabei wurden gewählt je zwei Mitglieder der CDU und SPD, sowir ein Mitglied „Freien Wählergemeinschaft Ebersburg“ an. Der Ortsbeirat wählte Daniel Kreis (SPD) zum Ortsvorsteher.

## Verkehr
Der Haltepunkt Schmalnau liegt an der Bahnstrecke Fulda–Gersfeld.